# Kragan (Gedangan)
Kragan is een bestuurslaag in het regentschap Sidoarjo van de provincie Oost-Java, Indonesië. Kragan telt 1994 inwoners (volkstelling 2010).